# Като Хироюки
Като Хироюки (яп. 加藤弘之 Като: Хироюки, 5 августа 1836 года, Идзуси, Япония — 9 февраля 1916 года, Токио) — японский философ, теоретик государства.

## Биография
Като Хироюки родился в семье учителя военного искусства княжества Идзуси. В 16 лет он отправился в Эдо, где поступил в частную школу Сакума Сёдзана для изучения военной науки Запада. Там он заинтересовался и другими западными науками, поступил в правительственную школу «Бансёсярабэсё». В этой школе были собраны лучшие учёные-европеисты, поэтому попасть в такое окружение было для Като большой удачей. Среди преподавателей были такие авторитеты, как Мицукури Гэмпо, Сугита Сэйке, а среди однокурсников — Ниси Аманэ, Цуда Мамити, Канда Такахира, Итикава Канэясу, Суги Кодзи, Мицукури Ринсё, Тояма Масакадзу, Кикути Дайроку. Като одним из первых стал изучать немецкий язык, тем самым положив начало германоведению в Японии.
В школе «Бансёсярабэсё» Като познакомился с имеющимися там книгами по философии, социальным наукам, этике, политике, юриспруденции. Узнав из европейских книг о так называемом естественном праве, он был крайне заинтересован этой идеей. В условиях феодальных социальных ограничений он был захвачен основными идеями гуманизма, содержащимися в теории естественного права.
Като называют типичным «канрё гакуся» («учёный от чиновничества»). Начав службу с чиновника Бакуфу, он всю свою жизнь был связан с правящей бюрократией.
В 1870 году Като был назначен лектором императора Мэйдзи. Он обучал его, в частности, немецкому языку. Среди произведений, которые он использовал при чтении лекций императору, была и работа Блюнчли «Государственное право», которую он перевёл на японский язык.
Като являлся членом просветительского общества «Мэйрокуся», существовавшего с 1873 по 1876 год.
В 1877 году, с образованием Токийского университета, Като стал его ректором. Он был избран членом, а затем в течение нескольких каденций с перерывами (1880—1882, 1886—1895, 1897—1909) занимал пост президента Токийской, впоследствии Императорской академии наук (ныне Японская академия наук).

## Взгляды и сочинения
Като стремился соединить элементы конфуцианства с идеями западноевропейской философии (О. Конт и др.). В первой своей книге «Записки соседа» («Тонари гуса», 1861) впервые в Японии дал обзор форм государственного устройства стран Запада, сопровождая его размышлениями о применимости этих форм к японскому обществу; развитием этих размышлений были и последующие работы Като, например, «Кратко о конституционной системе» («Риккэнсэй тайряку», 1867) и «Великий смысл истинного правления» («Синсэй тайи», 1870). В целом Като был сторонником жёсткой власти, полагая, что хотя человек и наделён стремлением к свободе как естественной потребностью, но для общего и собственного блага человек должен отказаться от свободы в пользу государства. В то же время Като выступал сторонником парламентской монархии, полагая её более гибкой и надежной, чем абсолютная.
Перевёл «Государственное право» Блюнчли, написал несколько разносторонних трудов и основал посвященный современным научным вопросам журнал «Tensoku».